# Ураган (зенитный ракетный комплекс)

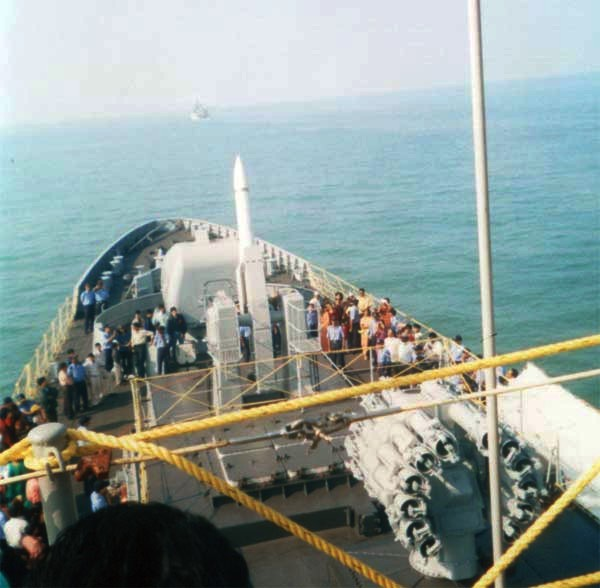
ЗРК «Штиль» (экспортный ЗРК «Ураган») на фрегате Индийских ВМФ типа «Тальвар» (F40)

М-22 «Ураган» (экспортная версия — «Штиль», индекс ГРАУ — 3С90 (пусковая установка), по классификации НАТО — SA-N-7 Gadfly) — морская версия комплекса «Бук».
Корабельный ракетный комплекс средней дальности. Комплекс не имеет своей радиолокационной станции обнаружения целей, информацию получает от общекорабельной трехкоординатной радиолокационной станции обнаружения и целеуказания.
В 1975 г. БПК «Проворный» был модернизирован по проекту 61Э, в соответствии с которым демонтированы оба ЗРК «Волна», а на корме установлен многоканальный ЗРК нового поколения М-22 «Штиль» в целях испытания последнего. Кроме того, обзорная РЛС МР-500 заменена на «Фрегат-М». По окончании испытаний в 1978 г. планировалось установить в носовой части корабля ещё два ЗРК «Штиль», а затем аналогичным образом модернизировать 4 корабля серии, однако эти планы не были реализованы. Водоизмещение модернизированного корабля увеличилось до 3810/4750 т. ЗРК «Штиль» впоследствии был установлен на эсминцах проекта 956.
Государственные испытания нового зенитного ракетного комплекса М-22 "Ураган" проводились с 12 июня 1978 года.
В 1983 году ЗРК был принят на вооружение с ЗУР 9М38. Комплекс М-22 «Ураган» (Индекс УРАВ ВМФ 3К90) обеспечивает устойчивую работу системы в любое время суток, в любых метеоусловиях и при волнении моря до 5 баллов. Пусковая установка палубная наводимая, станкового типа с одной пусковой балкой и нижней подвеской ракеты, разработана в КБ «Старт» (бывшее ГКБКМ) главный конструктор А. И. Яскин.
Позднее комплекс прошёл модернизацию и получил новое название ЗРК «Ёж» (Инд. УРАВ ВМФ остался 3К90, на экспорт поставлялся под прежним названием «Штиль», по классификации НАТО — SA-N-12 Grizzly или SA-N-7B 'Grizzly' по каталогу Jane's). Новый комплекс перешёл на использование ЗУР 9М317.
В 1997 был подписан контракт с Индией о поставке трёх фрегатов проекта 1135.6, оснащённых ЗРК «Штиль». Однако, позднее было принято решение о доработке проекта до уровня ЗРК «Штиль-1» с новой ЗУР. По каталогу Jane’s экспортный ЗРК «Штиль» обозначается НАТО как SA-N-7C 'Gollum' (с ЗУР 9М317Э), однако это скорее подходит для нового ЗРК «Штиль-1».

## Корабли-носители
- БПК "Проворный" (после переоборудования корабля по экспериментальному проекту 61Э в 1978 году)
- Эскадренные миноносцы проекта 956;
- Фрегаты класса «Тальвар».

## ТТХ
- Зона поражения по дальности: 1—25 км
- Зона поражения на высоте :25 м — 12 км
- Зона высот полета целей: 10 м — 15 км
- Число одновременно обстреливаемых целей: 12
- Зона обстрела: 360°
- Максимальная скорость поражаемых целей: 330—830 м/с
- Средняя скорость полёта ЗУР: 1000 м/с
- Масса ракеты: 685 кг
- Масса боевой части: 70 кг
- Радиус зоны поражения цели: 17 м
- Длина ракеты: 5500 мм
- Диаметр корпуса ракеты: 400 мм
- Размах рулей: 860 мм
- Боекомплект: 24—96 ракет
- Время реакции (в режиме дежурства): 16—19 с